# Còdex Tonalámatl d'Aubin

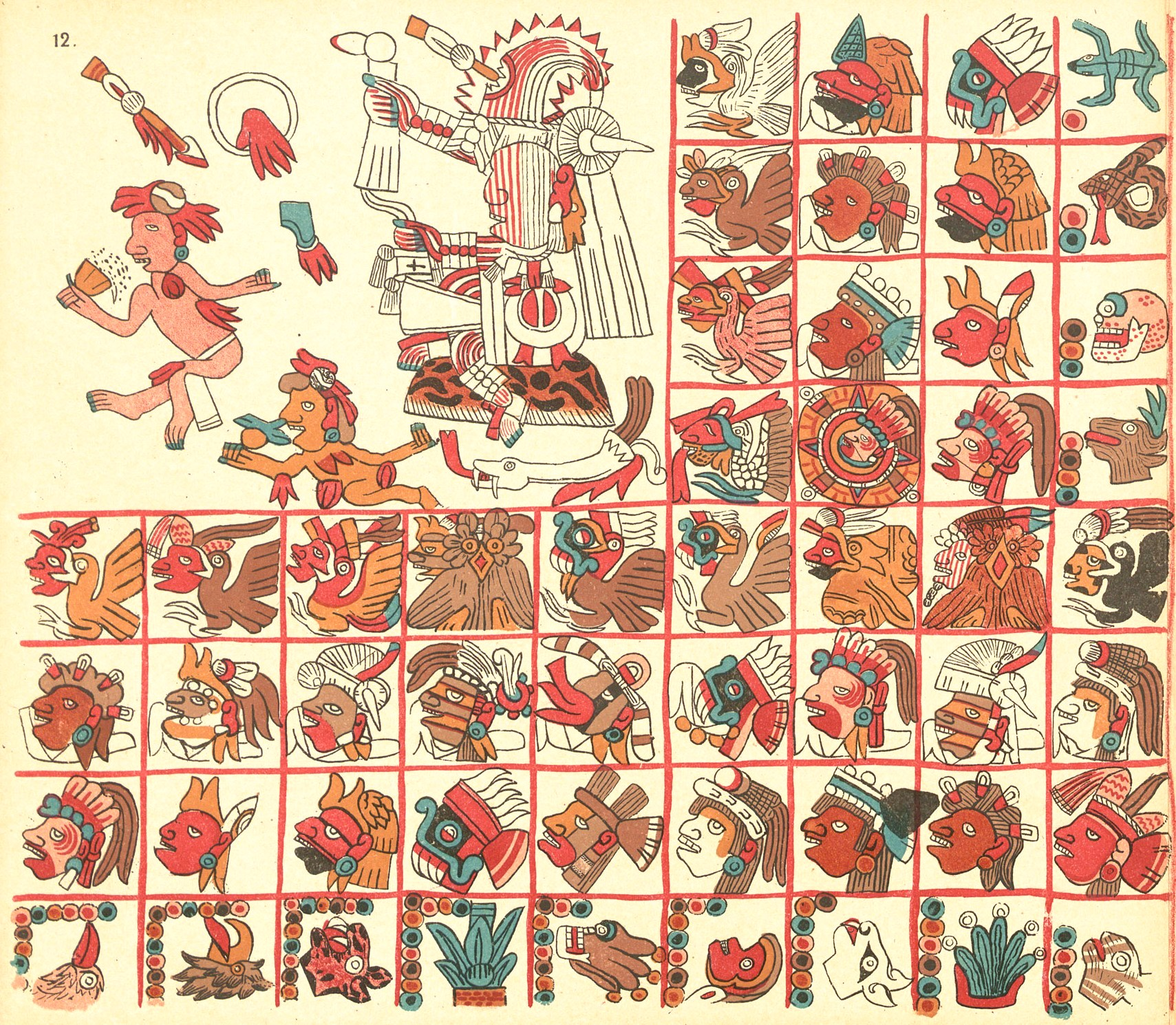
Pàgina 222 del Còdex Tonalámatl d'Aubin

El Còdex Tonalámatl d'Aubin és un còdex pictòric usat pels sacerdots, mags i fetillers mexiques com una guia o base d'un ritual d'endevinació. D'origen nahua, es creu que prové de Tlaxcala. Tonalámatl significa 'Paper dels dies'; Tonalli significa 'dia' i Ámatl 'paper fet de l'escorça interior dels arbres'.
El Tonalámatl és un còdex literari que conté missatges lògics com són els matemàtics. Ja que el manuscrit mostra l'escriptura interna del Tonalpohualli, «que és el calendari religiós; consta de 260 dies (temps de gestació de l'ésser humà), manté el compte anomenat “Xiuhpohualli” de 365,25 dies referent al cicle de la Terra i finalment un compte de quatre “Tlalpillis” o lligats de tretze anys que formen un compte de 52 anys anomenat “Xiuhmohpilli”, que mesura els cicles de Venus», calendari ritual o lunar.

## Història
En els anys 1702-1751 el Còdex Tonalámatl d'Aubin era propietat de Lorenzo Bouturini Bendaucci. Li'l confiscaren quan fou expulsat de Nova Espanya al voltant de 1740.
Pel que sembla el document passà per diverses mans abans que l'americanista Joseph Marius Alexis Aubin l'adquirís per a la seua col·lecció a principis de 1800.
Jean-Fréderic Waldeck el comprà per 2.000 francs, el 24 d'octubre de 1841. El 1889, Eugène Goupil, d'origen francomexicà, va adquirir la gran col·lecció de manuscrits mesoamericans d'Aubin, inclosa aquesta obra. A la seua mort, la seua vídua la donà a la Biblioteca Nacional de França el 1898.
Finalment, el còdex fou furtat per l'advocat José Luis Castañeda el 1990, que després d'una forta polèmica, fou deixat en llibertat. Tot el procés causà un distanciament entre els governs de França i Mèxic. En l'actualitat es troba a Mèxic confiat a l'Institut Nacional d'Antropologia i Història (INAH). El 2014, quan se celebraren els 50 anys del Museu Nacional d'Antropologia i els 75 de l'INAH s'exhibí a la sala d'Exposicions temporals del Museu d'Antropologia, juntament amb altres documents en la mostra Còdexs de Mèxic, memòries i sabers, del 18 de setembre de 2014 a l'11 de gener de 2015
Malgrat les pressions franceses, les autoritats mexicanes es neguen a retornar-lo, però han arribat a acords entre tots dos estats perquè el còdex s'exhibisca en diferents museus d'Europa.

## Característiques del còdex
Compost sobre una tira de paper d'amate de 4,95 m x 27 cm, plegada en forma de paravent.
L'obra conté un calendari religiós de 260 dies, el Tonalpohualli, que s'utilitzava com un text devocional diari i ritual per a la celebració de festivitats: aquests dies representen la gestació humana. Al seu torn el còdex servia com a base per a les prediccions astrològiques de la carta natal. El tlacuilo dividí el paper en 1.440 quadrats, aquests dividits en 20 folis que es coneix com a regència de tretzena (13 dies), anomenades també Cemilhuitlapohualiztli. En cada foli apareixen els signes de 13 tonaltin. Al principi el còdex encara tenia altres dos folis, però se'n van perdre. La forma de lectura és de dalt a baix i de dreta a esquerra.
Cada nombre del calendari integra els cicles de l'ésser humà, la terra i el cosmos en una matemàtica exacta.

## Interpretació
A Tenochtitlan quan naixia un nou integrant de la comunitat era presentat davant el Tonalpouhque,
que era un coneixedor dels Amoxtin o llibres sagrats, hui anomenats còdexs. En aquests Amoxtin es plasmaven les energies i els acompanyants siderals, terrenals, diürns i nocturns que es manifesten en el compte del temps. A aquest conjunt d'elements se'ls denomina Tonalamatl, que és el compte de les energies sagrades de naixement.
Seguint el Tonalamátl el Tonalpouhque li assignava el nom al nou integrant. Als pares se'ls parlava del destí i les habilitats que podia desenvolupar per les energies que l'acompanyaven des del naixement.
Ells creien que coneixent les energies sagrades del naixement podrien saber més d'ells mateixos. Sabent amb quines energies estaven connectats i quines eren les característiques de la seua personalitat, les persones podien seguir evolucionant.